# Rudolf von Lucke
Friedrich Wilhelm Rudolf Lucke, seit 1861 von Lucke, (* 22. April 1851 in Niedergörne; † 31. Oktober 1930 in Büttnershof) war ein deutscher Politiker und Rittergutsbesitzer.

## Leben
Lucke war ein Sohn des 1861 in den erblichen preußischen Adelsstand erhobenen Gutsbesitzers Wilhelm von Lucke (1800–1863) und dessen Ehefrau Julie, geborene Körber (1819–1902). Er wuchs als achtes von zwölf Kindern auf. Er war als Landwirt tätig und bewirtschaftete die Güter Büttnershof und Germerslage, beide nahe bei der Elbe gelegen, beschäftigte sich als Deichhauptmann und Vorsitzender des Deichamts im Deichverband Altmärkische Wische mit dem Hochwasserschutz, war Vorsitzender des Kommunallandtages der Altmark und Mitglied des preußischen Abgeordnetenhauses.
Er lebte auf seinem 325 Hektar großen Rittergut Büttnershof und war Mitbesitzer der Güter Niedergörne und Dalchau.
Seit 1879 war er mit Agnes von Katte (1858–1935) verheiratet. Sie hatten keine Kinder. Rudolf von Lucke adoptierte daher am 30. September 1930 den Neffen seiner Ehefrau Helmut von Katte, der ab dem 23. Juni 1933 den Namen von Katte von Lucke führte und unter anderem das Gut Bittnershof erbte.